# Ordonnance du 6 janvier 1959
L'ordonnance du 6 janvier 1959 décrète que l'âge de fin de la scolarité obligatoire en France serait porté de 14 ans à 16 ans.

## Caractéristiques
Signée par le président du Conseil Charles de Gaulle, l’ordonnance prévoyait une sanction financière en cas de non-respect par les familles, sous forme de retrait des allocations familiales. La réforme a été préparée par Jean Berthoin, qui fut ministre de l’Éducation nationale du gouvernement Pierre Mendès France (du 19 juin 1954 au 23 février 1955), puis occupa les mêmes fonctions dans le gouvernement Edgar Faure (2) (du 23 février 1955 au 1er février 1956) et dans celui du gouvernement Charles de Gaulle (3) (du 1er juin au 8 janvier 1959).
Complétant les lois sur l'instruction obligatoire, en particulier la loi du 28 mars 1882, l'ordonnance dispose dans son article premier que « l'instruction est obligatoire jusqu'à l'âge de 16 ans révolus pour les enfants des deux sexes, français et étrangers, qui atteindront l'âge de six ans à compter du 1er janvier 1959 ». Cette précision fait qu'elle ne sera pleinement effective pour tous qu’à partir de 1967. Pour gérer l'augmentation du nombre d'élèves dans les écoles, son application fut ainsi étalée sur huit ans.
L'âge minimum de l'instruction obligatoire, fixé à 13 ans par la loi du 28 mars 1882, avait été allongée par une première étape à 14 ans, par la loi du 9 août 1936.
Élaborée peu après le retour au pouvoir du général Charles de Gaulle, cette réforme a été en grande partie inspirée par le congrès de la Fédération de l'Éducation nationale (FEN), syndicat enseignant dont le principal composant était alors le Syndicat national des instituteurs (SNI). Le congrès de la FEN s’était prononcé deux mois plus tôt « pour l’allongement de la scolarité obligatoire, avec comme objectif de la mener jusqu’à dix-huit ans », dans l'esprit du célèbre Plan Langevin-Wallon, présenté au gouvernement peu après la Libération, en juin 1947, mais qui n'avait jamais été appliquée en raison de dissensions politiques ayant conduit à l'éviction du gouvernement des ministres communistes.
Présenté en juin 1947, le Plan Langevin-Wallon suggérait de fixer à 18 ans l'âge minimum de l'instruction obligatoire.